# Игначак, Петер
Петер Игначак (словац. Peter Ihnačák; 3 мая 1957, Попрад, Чехословакия) — чехословацкий хоккеист, нападающий, скаут клуба НХЛ «Вашингтон Кэпиталз».

## Биография
Петер Игначак начинал играть в хоккей в родном городе Попрад. Хоккейную карьеру начал в 1977 году, в армейской команде «Дукла Йиглава».
После 4-х лет, проведённых в пражской «Спарте», в ходе чемпионата мира 1982 года, проходившего в Финляндии, Петер Игначак покинул сборную Чехословакии и иммигрировал в Канаду с помощью своего брата Яна, уехавшего в США в 70-х годах. Там он провёл следующие 8 лет своей карьеры, играя в НХЛ за «Торонто Мейпл Лифс».
В 1990 году вернулся в Европу, играл в Германии и Швейцарии. Завершил игровую карьеру в 1997 году.
С 1997 по 2000 год был главным тренером клуба «Нюрнберг Айс Тайгерс». В сезоне 2001/02 тренировал «Ганновер Скорпионс». С 2005 по 2015 год был скаутом «Торонто Мейпл Лифс». В декабре 2015 года тренировал немецкий «Лаузитцер Фюхсе». С 2016 года является скаутом «Вашингтон Кэпиталз».

## Достижения
- Серебряный призёр чемпионата мира 1982
- Бронзовый призёр молодёжного чемпионата мира 1977
- Бронзовый призёр предолимпийского турнира в Лейк-Плэсиде 1979
- Серебряный призёр турнира вторых сборных в Ленинграде 1981

## Статистика
- НХЛ — 445 игр, 281 очко (106 шайб + 175 передач)
- АХЛ — 118 игр, 111 очков (42+69)
- Чемпионат Чехословакии — 177 игр, 154 очка (83+71)
- Сборная Чехословакии — 24 игры, 8 шайб
- Чемпионат Германии — 283 игры, 245 очков (92+153)
- Чемпионат Швейцарии — 14 игр, 12 очков (3+9)
- Всего за карьеру — 1061 игра, 334 шайбы

## Семья
Брат Петер Игначака Мирослав также играл в «Торонто Мейпл Лифс». Сын Брайан действующий хоккеист, в последнее время играл в Чехии.